# 新蘇爾

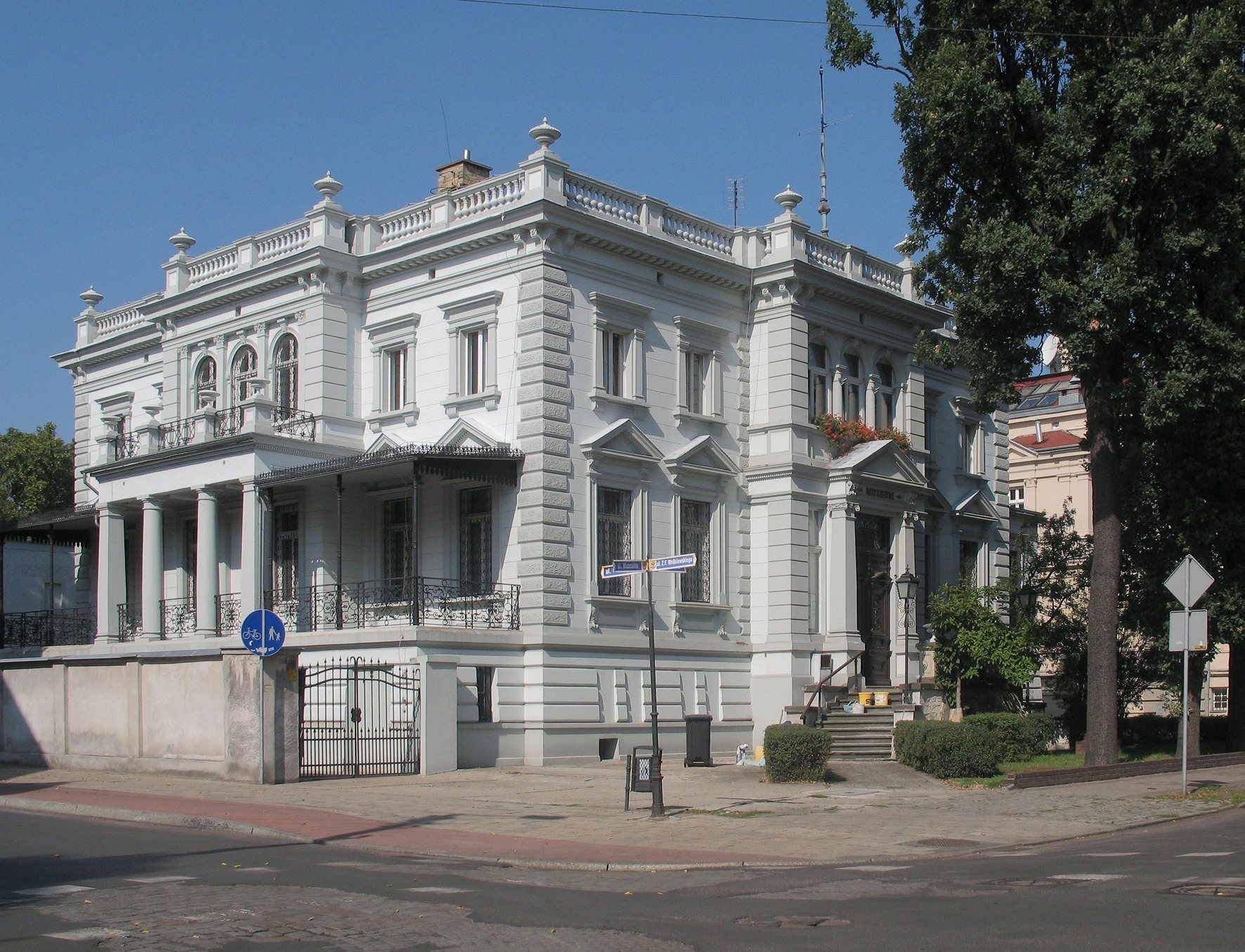

新蘇爾（波蘭語：Nowa Sól）是波蘭的城鎮，位於該國西部奧得河左岸，由盧布斯卡省負責管轄，面積21.8平方公里，是該地區的工業和行政中心。2019年人口38,645。

## 外部連結
- Official town website （页面存档备份，存于）
- Jewish Community in Nowa Sól （页面存档备份，存于） on Virtual Shtetl

51°48′N 15°43′E / 51.800°N 15.717°E